# Belägringen av Tobruk
Belägringen av Tobruk var en konfrontation mellan Axelmakterna och de allierade styrkorna som varade i 241 dagar i Nordafrika under Ökenkriget i andra världskriget. Belägringen startade den 10 april 1941, då Tobruk anfölls av en italiensk-tysk styrka under generallöjtnant Erwin Rommel, och fortsatte under 240 dagar till 27 november 1941, då staden undsattes av den 8:e allierade armén under Operation Crusader.
Det var viktigt för de allierades försvar av Egypten och Suezkanalen att hålla staden med sin hamn, eftersom detta tvingade fienden att transportera de flesta av sina förnödenheter landvägen från hamnen i Tripoli genom 1 500 kilometer av öken, samt avdela trupper från deras framryckning. Upprepade markanfall och nästan konstant beskjutning och bombning genomfördes av axelmakterna. Den nazistiska propagandan kallade de envisa försvararna för "råttor", en term som de australiska soldaterna anammat som en ironisk komplimang.